# 室内合唱团

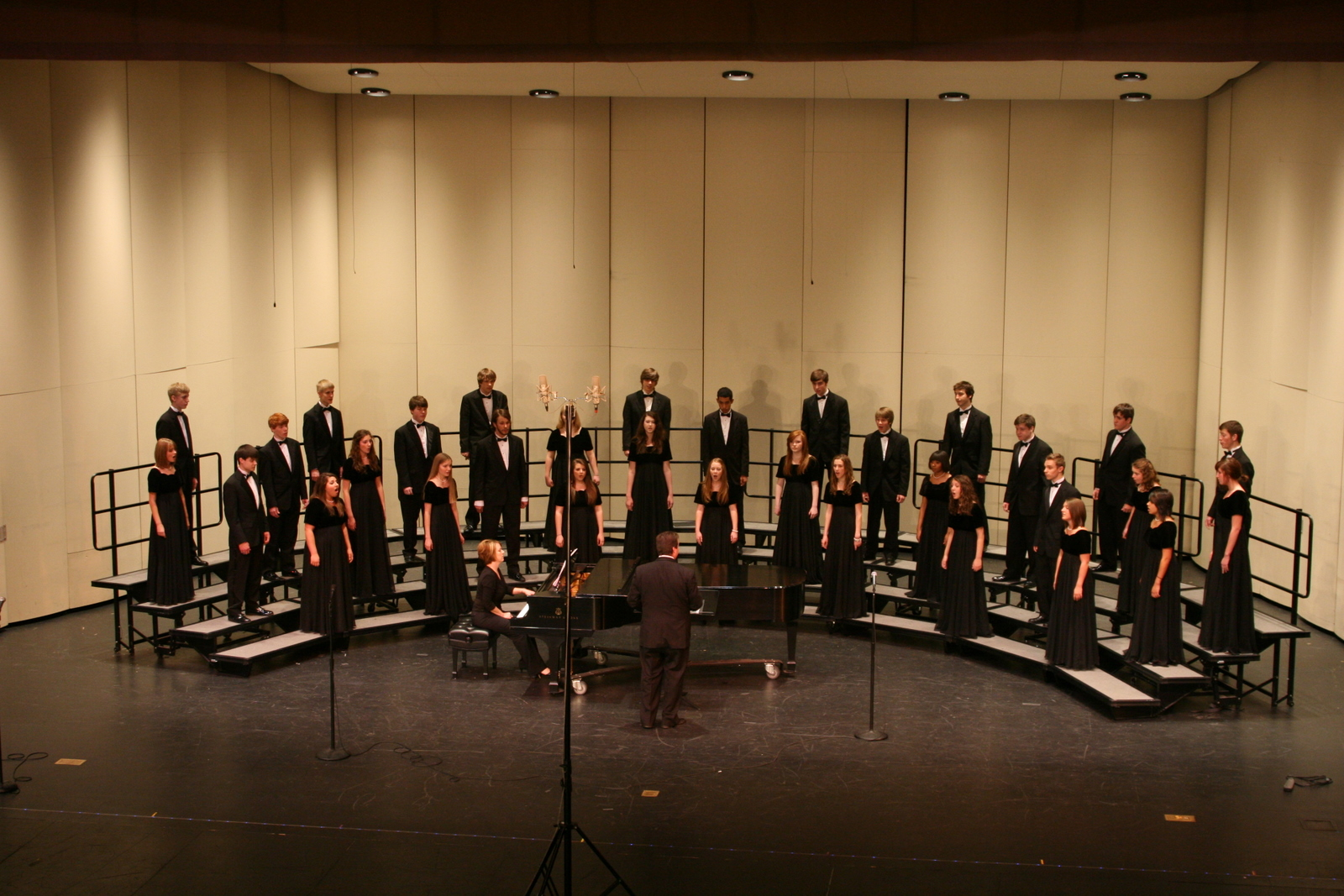
本顿维中学的室内合唱团,2009年

室内合唱团，是一个由8-40名歌手（有时也称室内歌手）组成的小型或中型的演唱团体，主要演唱古典音乐或宗教音乐（注意，不同于之演唱宗教音乐的教堂合唱团，也不同于以演唱无伴奏版流行音乐为主的理发师合唱团）